# Croix Saint-Louis
La croix Saint-Louis, anciennement pilier d'Amour, est un ancien monument cruciforme situé à Fontainebleau, en France.

## Histoire
À l'extrémité de la ville, le plan Billaudel, en 1712, place le pilier d'Amour à l'intersection de la Grande Rue et de la rue du Poteau. Cette dernière semble être avec l'actuelle rue Paul-Jozon, l'ancienne rue des Pleux. Il est possible que ce pilier ait pu être une enseigne d'un aspect particulier, placée sur poteau, qui aurait donné son nom à la rue. Comme le témoigne un acte de 24 novembre 1667, la maison de Mathurin Tiger était proche de ce « puys d'Amour » et avait une cour commune avec Manicaud. Ce pilier fait place à une croix — la croix Saint-Louis — qui aurait donné son emplacement à une place situé dans l'îlot urbain triangulaire actuel entre la rue Grande, la rue Paul-Jozon et le boulevard du Général-Leclerc,,.
Elle est ainsi l'une des deux croix qui marquaient l'entrée de Fontainebleau, avec celle de la Haute-Bercelle, en face de la porte Blanche du parc du château, qui disparaît au cours du XIXe siècle. En 1861, le piédestal de la croix Sainte-Louis est encore en place, d'après Charles Colinet. À cette époque, l'ingénieur des ponts et chaussées, Regnard, manifeste l'intention de rétablir la croix qui se dressait autrefois sur ce piédestal. Cependant, devant l'hostilité des habitants du quartier des Suisses (généralement, réticents aux projets proposés), il doit renoncer au projet et le piédestal est remisé au magasin des ponts et chaussées de la Fourche. D'après ce que raconte Colinet, il y aurait encore été en 1893.